# Pinus coulteri
Pinus coulteri, el pino de Coulter, es una especie arbórea de la familia de las Pináceas.

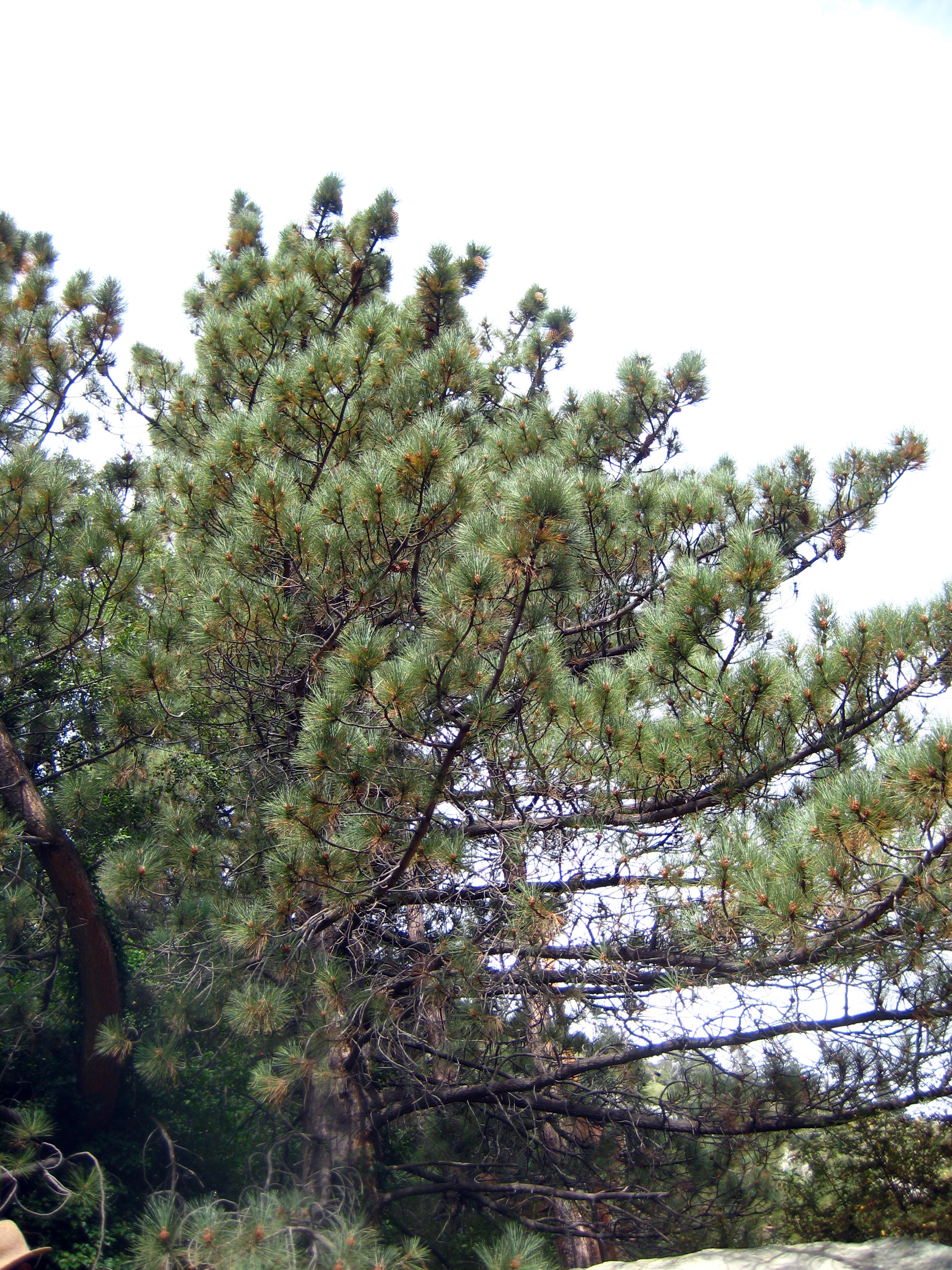
Vista del árbol

## Descripción
El tamaño va desde 10-24 m de alto, y un diámetro en el tronco de hasta 1 m. El tronco es vertical y las ramas horizontales y curvadas hacia el arriba. Las hojas son aciculares, en racimos de tres, color verde grisáceo glauco, 15-30 cm de largo y rígidas, 2 mm de grueso. La característica sobresaliente de este árbol son los estróbilos espinosos que tienen 20-40 cm de largo, y un peso de 2-5 kg cuando es fresco. Los pinos de Coulter producen los conos más altos de ninguna especie de pino (se aconseja a la gente que lleve sombreros duros cuando trabajen en bosquecillos de pino de Coulter), aunque los troncos delgados del pino de azúcar son más largos. El gran tamaño de los conos les ha valido el apodo en inglés de "widowmakers" ("hacedor de viudas") entre los locales. La madera es blanda y suave, de manera que la especie se usa para poco más que leña de fuego. Ocasionalmente se planta como un árbol ornamental en parques y grandes jardines.

## Distribución y hábitat
Es una especie originaria de las montañas litorales del sur de California (Estados Unidos) y el norte de Baja California (México). Bosquecillos aislados se encuentran muy al norte llegando al área de la bahía de San Francisco en el Parque estatal de Monte Diablo y la Reserva Regional Minas Diamante Negro.

## Ecología
Este pino erecto, de medio tamaño, prefiere las laderas que están orientadas al sur entre 200-2300 m de altitud, y tolera suelo rocoso seco. El pino de Coulter a menudo aparece en bosques mixtos. Aparece en una serie de formaciones forestales; por ejemplo, en mayores alturas de montes San Jacinto el pino de Coulter es dominante junto con el Quercus kelloggii. Las pícidas a menudo buscan alimento en esta especie, y pelan la corteza para acceder a los insectos que están debajo.

## Taxonomía
Pinus coulteri fue descrita por David Don  y publicado en Transactions of the Linnean Society of London 17: 440. 1836.
Etimología
Pinus: nombre genérico dado en latín al pino.
coulteri: epíteto otorgado en honor de Thomas Coulter, un botánico y físico irlandés.
Sinonimia
- Pinus coulteri var. diabloensis Lemmon
- Pinus macrocarpa Lindl.
- Pinus ponderosa subsp. coulteri (D.Don) A.E.Murray[8][9]